# Ophiusa ambigua
Ophiusa ambigua is een vlinder uit de familie spinneruilen (Erebidae). De wetenschappelijke naam is voor het eerst geldig gepubliceerd in 1871 door Gerstaecker.
De soort komt voor in tropisch Afrika.